# Iridopsis grisescens
Iridopsis grisescens là một loài bướm đêm trong họ Geometridae.